# Jomsborg

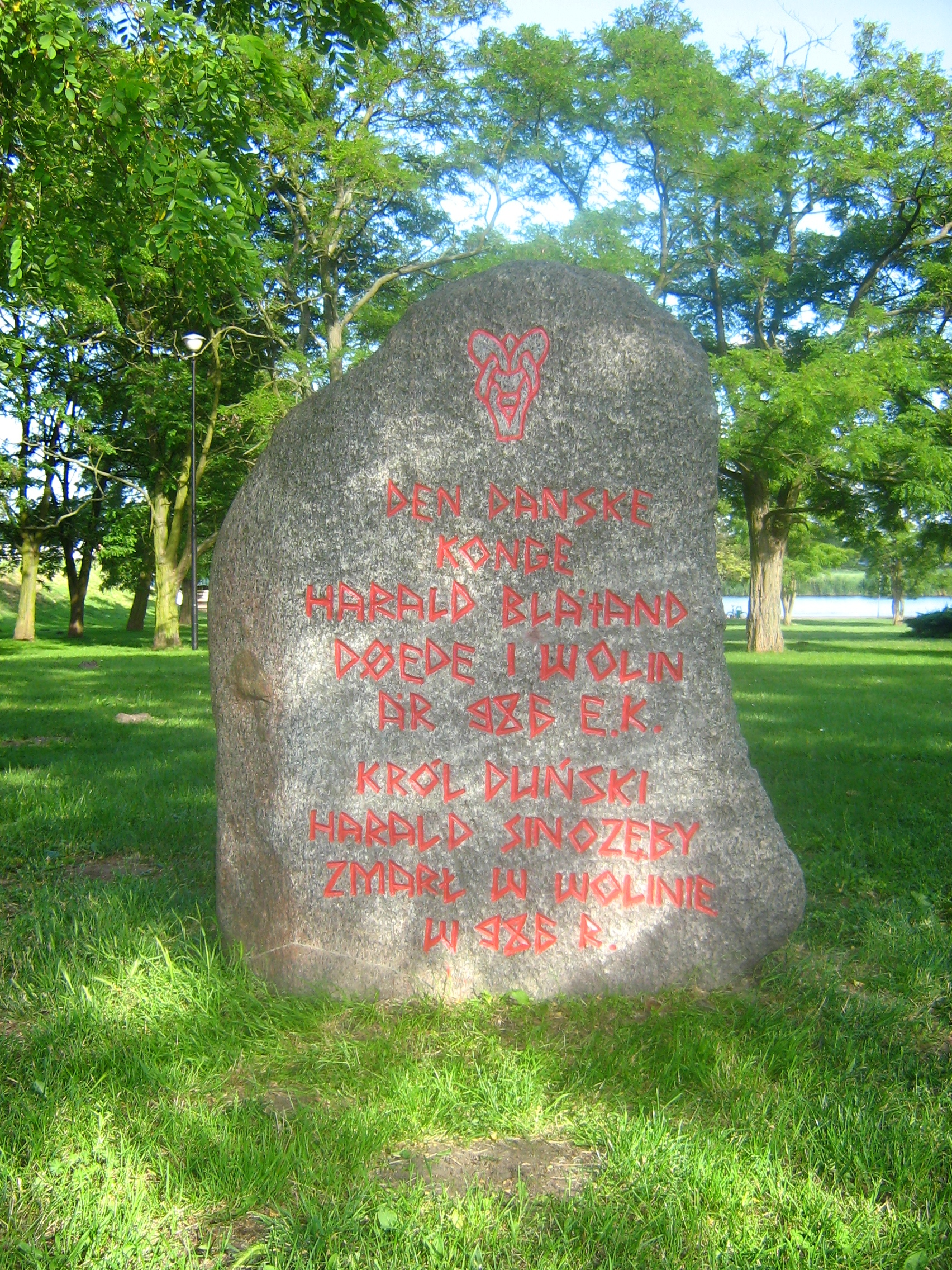
Stèle runique moderne à Wolin, marquant l'emplacement probable du site médiéval de Jomsborg. Le texte bilingue (polonais et danois) mentionne la mort en ce lieu d'Harald à la dent bleue, en 986.

Jomsborg ou Jómsborg (allemand : Jomsburg) est un comptoir viking semi-légendaire du littoral des Wendes (c'est-à-dire de la côte méridionale de la Mer Baltique, l'actuelle Poméranie), actif des années 960 à 1043. Ses habitants étaient appelés Jomsvikings. On ne sait pratiquement rien de l'emplacement exact de Jomsborg : quelques auteurs la plaçaient parmi les îles de l'estuaire de l’Oder ; mais L. Weibull a établi la fausseté de cette hypothèse.

## Localisation
Jomsborg est généralement située à Wolin (ou Wollin), à la pointe sud-est de l'île de Wolin, probablement sur la colline de Srebrna Góra, au nord de la ville. Au début du Moyen Âge, il y avait en effet à cet endroit un emporium actif, nommé indifféremment Jumne, vimne, Jumneta, Juminem, Julinum, Vineta ou Julin par les chroniques saxonnes, et Jómsborg par les sagas nordiques. »
En 1931-32, l'historien poméranien Adolf Hofmeister (1883-1956) a avancé, par rapprochement avec les événements rapportés par différentes chroniques, que tous ces toponymes désignaient le même endroit, qui devait se trouver non loin de l'actuelle ville de Wolin ; mais sa thèse fut loin de faire l’unanimité ; l'historien Steven Fanning écrit à ce sujet : « On a fait du trelleborg danois le modèle des camps de pirates de la Baltique, et de Wolin, en Pologne, le site véritable de Jómsborg ; pourtant, toutes les tentatives pour situer Jómsborg ou les camps des Jómvikings ont échoué, ce qui a fait douter plus d'un de l'existence des Jómvikings hors du champ littéraire. » Selon le médiéviste polonais Filipowiak, plusieurs sources chronologiques attestent de la présence d'une bande de Vikings vers la fin du Xe siècle à Wolin : ils s'y seraient installés comme mercenaires du roi Boleslas le Vaillant.
Mais selon d'autres théories, Jomsborg aurait occupé un cap, aujourd'hui submergé, au nord-ouest de l'île voisine d'Usedom. Le chapelet d’îlots à cet endroit est en effet le vestige d'une presqu'île reliant naguère Usedom à Rügen, effacée par une tempête au début du XIVe siècle. Les sites pressentis pour cela sont le banc Veritas, entre les îlots de Ruden et de Greifswalder Oie, et les hauts-fonds de Peenemünde. Malgré la découverte de bijoux viking sur ce site, il n'a pas été possible d'étayer davantage ces théories.
En 2021, une campagne de fouille préventive a été menée par l'archéologue Wojciech Filipowiak (petit fils de l'archéologue Ladislas Filipoviak) avec le soutien de la municipalité et du musée d'archéologie de la ville polonaise de Wolin, sur la colline des pendus, lieu d'exécutions publiques du Moyen-Age jusqu'au XVIIe siècle. Il a été découvert des sépultures appartenant au cimetière attesté et des traces calcinées de structures en bois qui pourrait être les restes d'un rempart incendié datant du Xe siècle selon les datations au carbone 14. Ces vestiges seraient interprétés comme la forteresse de Jomsborg selon la nouvelle théorie qu'elle aurait été érigée séparément de la ville de Wolin pour la protéger. Elle aurait été détruite après les raids des vikings Valdemar (1131-1182) et Absalon (1128-1201).

## Forteresse
Selon la Knýtlinga saga et la Fagrskinna, Jomsborg aurait été fondée dans les années 960 par le roi dane Harald à la dent bleue, (910-986), mais la Jómsvíkinga saga affirme que le fondateur est un autre prince dane, Palnatoki,.
Les sources médiévales décrivent Jomsborg comme un port fortifié,. L'entrée du port était une voûte en pierre qui pouvait être fermée par une herse, et équipée de catapultes,. Selon les sources les plus anciennes, ce port pouvait recevoir trois navires ; mais des écrits plus tardifs affirment qu'il pouvait abriter jusqu'à 360 navires,.
Selon la Heimskringla, Jomsborg fut détruite en 1043 par le roi norvégien Magnus le Bon. La forteresse fut incendiée, et plusieurs de ses habitants tués,
.

## La plaque de Curmsun

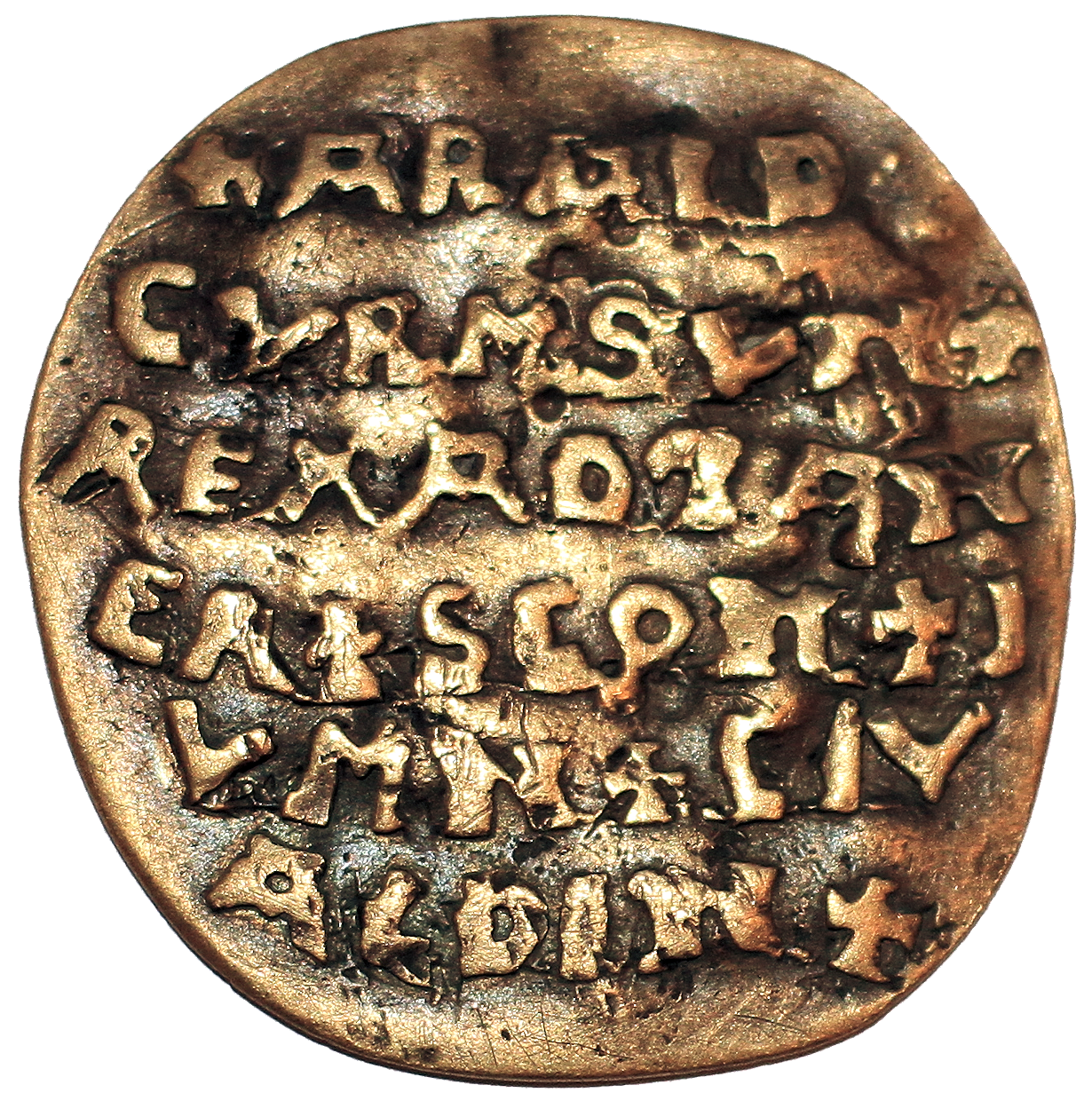
Avers de la plaque de Curmsun.

Une plaque circulaire en or portant le nom d'Harald à la dent bleue et de Jomsborg a refait surface en Suède au cours de l’automne 2014. Ce disque en or presque pur pèse exactement 25,23 g. On peut lire à l'avers l'inscription latine:
+ARALD CVRMSVN+REX AD TANER+SCON+JVMN+CIV ALDIN+
Le revers porte une croix latine entourée de quatre points et d'un cartouche octogonal.
On suppose que cette plaque faisait partie du butin viking découvert en 1840 par Heinrich Boldt, (aïeul des producteurs Ben et Casey Affleck) dans le village polonais de Wiejkowo, non loin de Wolin.

## Événements historiques
- Harald à la dent bleue est mort à Jomsborg à la Toussaint 985[17]
- Styrbjörn le Fort partit de Jomsborg avec une troupe de Jomsvikings pour arracher le trône de Suède à Éric le Victorieux, mais fut défait à Fyrisvellir dans les environs de Gamla Uppsala à la fin des années 980[12].
- Sven barbe fourchue leva de même une troupe de Jomsvikings pour assassiner le jarl Haakon Sigurdsson de Norvège, mais il fut lui aussi défait à la Bataille de Hjörungavágr[12] (~990).
- Olaf Ier de Norvège recruta de même une troupe de Jomsvikings pour combattre à la Bataille de Svolder[12] (999 ou 1000 de notre ère).